# ملک قاسم میرزا

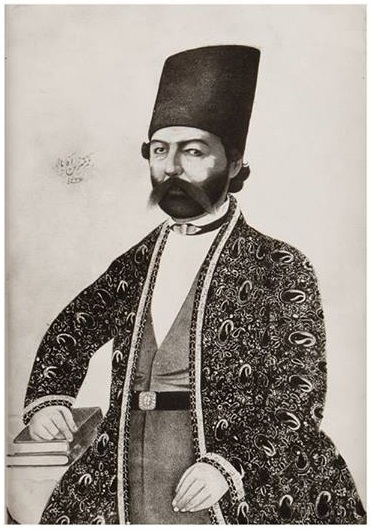
پرتره نقاشی

ملک قاسم میرزا (زاده ۱۱۸۶ – درگذشته ۱۲۳۰) شاهزاده قاجار بود. او برادر تنی ملک منصور میرزا و بیست و چهارمین پسر فتحعلی شاه بود. او شخصیت جالبی داشت و پیوسته در صدد کسب معلومات تازه بود، به طوری که قصد استخراج قند از چغندر را کرد و در پزشکی هم دست داشته‌است. او با اروپاییان مراوده خوبی داشت و از آنها حمایت می‌کرد.
فن عکاسی و عکس‌برداری در ایران برای اولین بار در شهر تبریز و توسط ملک قاسم میرزا؛ فرزند فتحعلی شاه قاجار آغاز گردید. به علت سفر او به اروپا و تحصیل در فرانسه در روزگاری که اختراع دوربین عکاسی موضوع بحث روز بود و مراوده با اروپائیان در ایران و توجهی که به دانش‌ها و فرهنگ نوین داشت، می‌توان حتم و یقین کرد که شاهزاده ملک قاسم میرزا نخستین ایرانی، پس از ژول ریشار (به گفته‌ای اولین شخص خارجی که در ایران عکسبرداری کرده‌است) یا هم‌زمان با او (و شاید هم پیش از ریشارخان) است، که دوربین عکاسی در اختیار داشته و نخستین عکس‌برداری به شیوه داگرئوتیپ و سپس کلدیون را در ایران انجام داده‌است.
او در اوایل پاییز سال ۱۲۶۵ ه‍.ق در اردوکشی ناصرالدین شاه به ییلاق جاجرود، از همراهان شاه بود و در آنجا از سراپرده شاه و پیشخدمت‌ها و زنان حرم عکس برداشته و شش ماه بعد آن‌ها را آلبوم ساخته و در شانزدهم رجب ۱۲۶۶ ه‍.ق تقدیم ناصرالدین شاه کرده‌است. این آلبوم در آلبوم خانه کاخ گلستان موجود است، آلبومی ۱۰۱ برگی به شماره ۲۳۲ که تنها ۳۴ برگ آن به کار رفته‌است و ناصرالدین شاه با خط خویش بر عکس‌ها یادداشت نوشته‌است. از این عکس‌ها ۸ قطعه را شاهزاده ملک قاسم میرزا گرفته‌است. وی در ابتدای این آلبوم چنین نوشته‌است: «پیشکش بنده آستان شهریاری ملک قاسم میرزا به تاریخ شانزدهم شهر رجب المرجب سنه ۱۲۶۶» سایر عکس‌های این آلبوم را بعدها به آلبوم اضافه کرده‌اند.
اوژن فلاندن؛ جهانگرد فرانسوی که به سال ۱۲۵۶ ه‍.ق ملک قاسم میرزا را در تبریز دیده بود، دربارهٔ او اینچنین می‌نویسد:
«او به دلیل افکار والا، میزان معلومات، کنجکاوی و توجهی که به علوم در اروپا نشان می‌دهد، بدون شک یکی از برجسته‌ترین نادره‌های خاورزمین است. [او] علاوه بر فارسی به شش زبان فرانسوی، انگلیسی، روسی، ترکی، عربی، و هندی نیز سخن می‌گوید… او از پشتیبانان مدارس فرانسوی در ایران بود و از شاه برای تأسیس یک مدرسه اجازه گرفت اما شاه به دلیل نامعلومی اجازهٔ خود را پس از چندی باطل کرد.»
فلاندن همچنین در سفرنامهٔ خود می‌نویسد که در ایران هرگز موفق به دیدن چهرهٔ هیچ زنی نشده بود و این موضوع را با ملک قاسم میرزا در تبریز در میان گذاشته‌است. او پس از چند روز وی را به منزل خود دعوت می‌کند و زمینهٔ حضور او در حرامسرای خود را فراهم می‌نماید و او در آنجا شاهد مراسم رقص و آواز زنان می‌شود. فلاندن احتمالاً خود را تنها اروپایی می‌داند که توانسته چنین مراسمی را از نزدیک ببیند.
یحیی ذکا نویسنده کتاب «تاریخ عکاسی و عکاسان پیشگام ایران» اعتقاد دارد که ملک قاسم میرزا نویسنده نخستین رساله عکاسی نیز هست. از آنجا که وی به ۶ زبان زنده دنیا تسلط داشته‌است، احتمالاً تنها گزینه ممکن برای تألیف رساله کوچک «کتاب فوتوگرافی» می‌تواند باشد. این کتاب شامل ۱۴ صفحه در قطع ۱۵*۶ است و ابتدا در سال ۱۲۷۴ هجری قمری وارد کتابخانه اعتضادالسلطنه شد و سپس به کتابخانه مدرسه ناصری (سپهسالار) وقف شد.
ملک قاسم میرزا یکبار در جوانی و بار دوم در ۱۲۵۸ قمری به حکومت ارومیه منصوب می‌شود. پس از فوت محمد شاه در ۱۲۶۸ قمری ناصرالدین شاه قاجار نیز او را در حکومت ارومیه ابقا نمود. بدین ترتیب قرا اطراف دریاچه و خود دریاچه در اختیار وی بود و ایشان با قایقی در دریاچه سیاحت و شکار می‌نمود. در حکومت ارومیه از دوستداران فرهنگ غرب و حامی برپایی مدرسه به سبک نوین بود. خود در ۱۲۵۰ قمری نزد جاستین پرکینز انگلیسی را می‌آموزد. با میسیونهای مذهبی روابط دوستانه داشت و در ۱۲۵۵ قمری فرمانی از محمد شاه برادر زاده اش مبنی بر تأسیس مدرسه‌ای برای نشر علوم و تربیت جوانان مسیحی و مسلمان می‌گیرد.
سر هنری رالینسون، در سفری که به سال 1838 داشت، از روستای شیشوان که در تیول ملک‌ قاسم میرزا بود دیدن کرد و با شاهزاده گفتگوهایی داشته است. سر رالینسون توضیح داده است که شاهزاده ملک قاسم میرزا، از پرداخت مالیات به دولت معاف بود تا از پول اضافی بتواند به آزمون گسترش برخی صنایع دست زند. او نوشته است: «اما جالب‌ترین مورد، ایجاد کارگاه‌های صنعتی و حرفه‌ای است که شاهزاده تحت نظارت مستقیم خود با هدف معرفی پیشرفت‌های علوم اروپایی تاسیس کرده است.»
ملک قاسم میرزا در جوانی با حاجیه خانم دختر میرزا عیسی قائم‌مقام ازدواج کرد و پس از او نیز کنیزی به نام زینب باجی را به زنی گرفت، اما تا سال‌های صاحب فرزند نشد. در اواخر عمر پیش اطبای اروپایی به معالجه پرداخت و سرانجام صاحب دو پسر و یک دختر شد. پسرها رضاقلی میرزا و امامقلی میرزا نام داشتند. امامقلی میرزا بعد از پدر جانشین و مدتی حاکم ارومیه شد. دختر ملک‌قاسم میرزا با محمدحسین میرزا یمین‌السلطان نوه عبدالله میرزا (پسر یازدهم فتحعلی‌شاه) ازدواج کرد.